# Górki (Stary Dybów)
Górki – część wsi Stary Dybów w Polsce położona w województwie mazowieckim, w powiecie wołomińskim, w gminie Radzymin.
Miejscowość jest częścią miejscowości i sołectwa Stary Dybów.
W latach 1975–1998 miejscowość należała administracyjnie do województwa warszawskiego.